# Атлантов Володимир Андрійович
Атлантов Володимир Андрійович (19 лютого 1939 Ленінград, СРСР) — радянський і австрійський оперний співак (тенор). Соліст Великого театру СРСР в 1967—1988 рр.

## З життєпису
Народний артист СРСР (1976). Лауреат Державної премії РРФСР ім. М. Глінки (1978). Каммерзенгер Австрії (1987). Член КПРС з 1966 року.
Із сім'ї оперних співків. У 1955 році вступив до Хорового училища при Ленінградській державній академічній капелі (з 1954 — імені М. І. Глінки). Закінчив навчання в 1956 році за спеціальністю «хормейстер». У 1959 році вступив на вокальний факультет Ленінградської консерваторії імені Н. А. Римського-Корсакова (клас вокалу П. Г. Тихонова, оперний клас А. Н. Кірєєва), який закінчив в 1963 році по класу Н. Д. Болотиної. Будучи студентом останнього курсу, в Оперної студії при консерваторії заспівав партії Ленського («Євгеній Онєгін» П. І. Чайковського), Альфреда («Травіата» Дж. Верді) і Хозе («Кармен» Ж. Бізе).

## Фільмографія
- «Вірте мені, люди» (1964, оперний співак в Кіровському театрі)
- «Кам'яний гість» (1967, фільм-опера; дон Жуан)
- «Моя Кармен» (1976, фільм-опера)
- «Отелло» (1979, фільм-опера; Отелло) та ін.